# Meilenstein (Kronenfriedhof Eisleben)

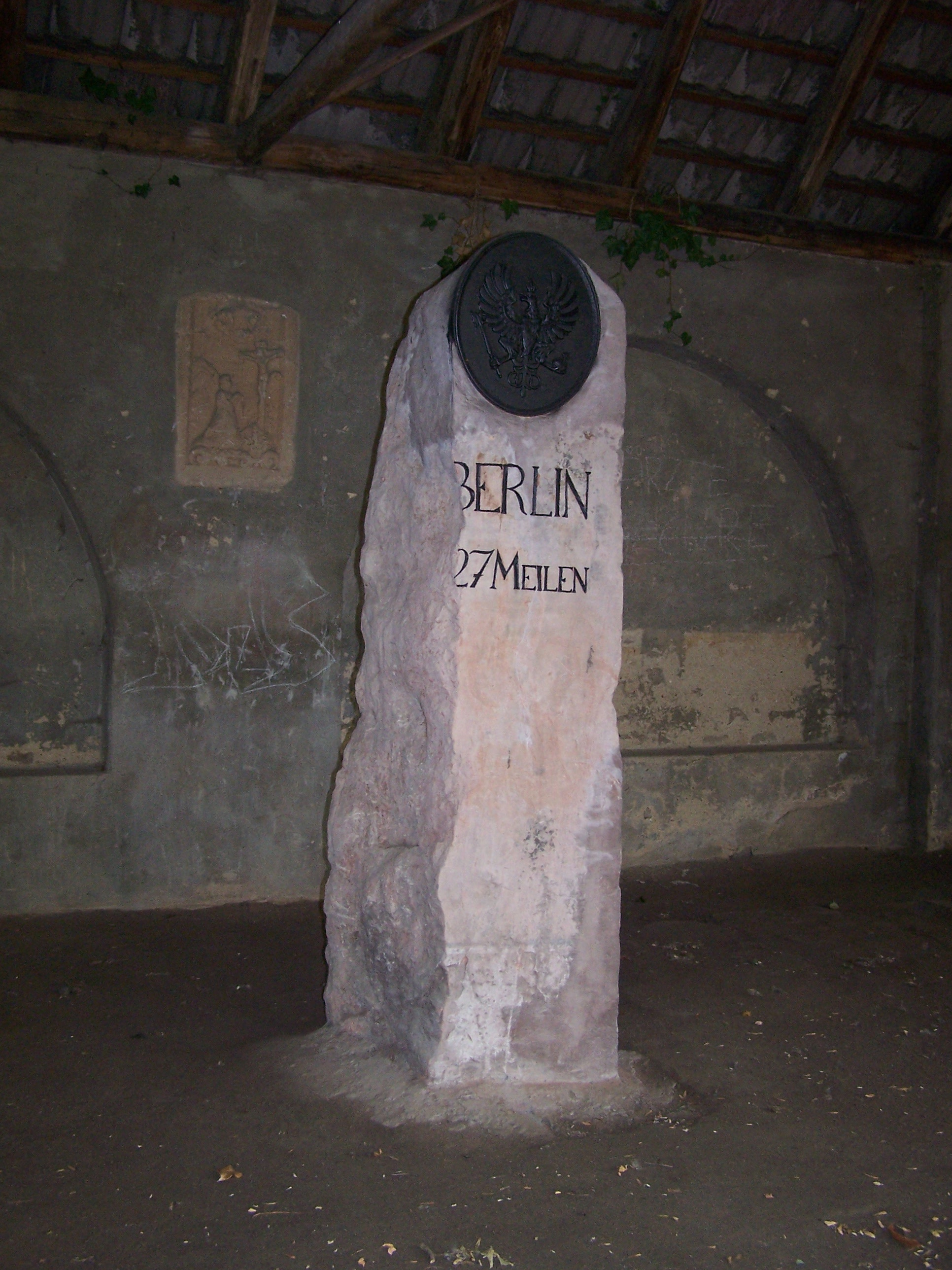
Preußischer Ganzmeilenobelisk in Eisleben (2006)

Der Meilenstein auf dem Kronenfriedhof in Eisleben ist ein preußischer Ganzmeilenobelisk in der Lutherstadt Eisleben im Landkreis Mansfeld-Südharz in Sachsen-Anhalt, der zur Sicherung auf den Friedhof gebracht wurde.
Die Ganzmeilensteine an der preußischen Staatschaussee Berlin–Kassel hatten in dem Abschnitt Langenbogen–Nordhausen alle dieselbe Gestalt. Dennoch haben 100 Jahre fehlende Pflege viele dieser Steine enorm angegriffen. Mit der Einführung des Längenmaßes Kilometer anstelle der Meile in den Jahren 1872–1875 wurden die Steine entbehrlich, teils umgesetzt, teils umgenutzt. Der mit Basisstein knapp drei Meter hohe Obelisk wurde bereits im Jahr 1947 umgefahren, weshalb man ihn 1983 auf den Kronenfriedhof Eisleben brachte, wo er geschützt unter dem Dach einer einstigen Gruft aufgestellt werden konnte.
Am ehemaligen Standort, westlich von Wimmelburg, verblieb nur der eine der beiden Sitzbanksteine, der andere war gestohlen worden. Im Jahr 2003 wurde daher hier eine Kopie errichtet. Meilensteine stehen in Sachsen-Anhalt unter Denkmalschutz. Der Ganzmeilenobelisk ist nicht mit einer eigenen Erfassungsnummer auf der Liste von 2015 erfasst, wohl weil er mittlerweile zum Ensemble des Friedhofs (094 75354) gehört.
Die Inschriften sind durch die Witterungseinflüsse nicht mehr vollständig zu lesen, insbesondere die Entfernungsangabe nach Sangerhausen fehlt. Sie konnten aber mit Hilfe der anderen Meilensteine rekonstruiert werden. Sie lauten: „Berlin 27 Meilen“, „Sangerhausen 2 1/8 Meile“ und „Eisleben 1/2 Meile“.